# BV-4022
La BV-4022 és una carretera del Berguedà que discorre pels termes municipals de Cercs i la Nou de Berguedà. La B correspon a la demarcació de Barcelona, cosa que indica la seva antiga pertinença a la Diputació de Barcelona. Actualment pertany a la Generalitat de Catalunya, i la V a l'antiga xarxa de carreteres veïnals. El seu nom complet és Carretera Veïnal de La Nou de Berguedà a la carretera de Solsona a Ribes de Freser, a Sant Salvador de Cercs.
Travessa els termes municipals de Cercs i La Nou de Berguedà, a la comarca del Berguedà. Aquesta carretera va ser inaugurada a l'abril de 1971, conjuntament amb la carretera BV-4023.

## Recorregut
El recorregut és ascendent per una vall, per finalitzar a mitjà vessant a l'entrada del poble de La Nou de Berguedà.
La durada del trajecte complet és de:
- 6', amb vehicle lleuger i en condicions de sense trànsit.
- 32', en bicicleta.
- 1 hora i 7', a peu pel voral.

Té l'origen en el punt quilomètric 107,8 de la carretera C-16, just al nord-est i dessota de la Central tèrmica de Cercs, al paratge de la Vedella, des d'on travessa el Llobregat i va a cercar la riba esquerra d'aquest riu. Segueix a ran de riba fins a llevant de l'església romànica de Sant Salvador de la Vedella, on comença l'ascensió, fent amples revolts, cap a llevant, separant-se del Llobregat. Va a buscar el torrent de la Nou, que segueix pel costat dret, i en cinc quilòmetres arriba al poble de la Nou de Berguedà. Del seu punt final arrenca la Carretera de Malanyeu.